# Силвија (Канзас)
Силвија (енгл. Sylvia) град је у америчкој савезној држави Канзас.

## Демографија
По попису из 2010. године број становника је 218, што је 79 (-26,6%) становника мање него 2000. године.
| Група             | 2000.       | 2010.       |
| Белци             | 285 (96,0%) | 204 (93,6%) |
| Афроамериканци    | 0 (0,0%)    | 0 (0,0%)    |
| Азијати           | 3 (1,0%)    | 0 (0,0%)    |
| Хиспаноамериканци | 5 (1,7%)    | 11 (5,0%)   |
| Укупно            | 297         | 218         |